# السليف (يبعث)

تعديل مصدري - تعديل

السليف هي إحدى قرى عزلة يبعث بمديرية يبعث التابعة لمحافظة حضرموت، بلغ تعداد سكانها 116 نسمة حسب تعداد اليمن لعام 2004.